# Jedr El Moubghuen
Jedr El Moubghuen este o comună din departamentul Rosso, Regiunea Trarza, Mauritania, cu o populație de 6.632 locuitori.